# Steppenrüssler
Die Steppenrüssler (Cleonini) sind eine Tribus der Rüsselkäfer in der Unterfamilie Lixinae.

## Beschreibung
Die Arten der Steppenrüssler sind oft groß, kräftig und auffällig gezeichnet. Die Körper sind meist mit Haaren oder Schuppen bedeckt, was eine Anpassung an heiße Lebensräume darstellen könnte.

## Verbreitung
Steppenrüssler sind in Europa, Afrika, Asien und Nordamerika verbreitet. Die meisten Arten kommen in den Steppengebieten Mittelasiens vor.

## Lebensweise
Die Larven entwickeln sich üblicherweise unterirdisch, entweder in oder an Wurzeln. Es gibt auch Arten, die Gallbildner sind. Sie bewohnen in Mitteleuropa üblicherweise heiße, trockene Lebensräume, wie Heideflächen, Brachen oder Magerrasen.
Eine israelische Art (Conorhynchus pistor) lebt in Symbiose mit einem stickstofffixierenden Bakterium (Klebsiella pneumonia) und einer Pflanze (Salsola inermis). Die Larven des Käfers leben in Lehmkokons an den Wurzeln der Pflanze, die Bakterien im Verdauungstrakt der Käferlarven. Die Ausscheidungen der Käferlarven versorgen die Pflanze mit Stickstoff. Es wurde beobachtet, dass der Befall durch die Käferlarven eine positive Auswirkung auf die Pflanzen hat.

## Gefährdung
In Mitteleuropa sind viele Arten aus Teilen ihres Verbreitungsgebietes verschwunden oder zurückgegangen, obwohl das Klima wärmer und damit geeigneter wurde. Zahlreiche Arten sind deshalb in Roten Listen zu finden. In der Roten Liste Deutschlands ist mit dem Distelgallenrüssler nur eine Art als ungefährdet eingestuft.

## Arten in Deutschland
Die folgenden Arten sind in Deutschland beheimatet:
Gattung Asproparthenis
- Asproparthenis punctiventris, Rote Liste Deutschlands: gefährdet[3]

Gattung Bothynoderes
- Melden-Steppenrüssler (Bothynoderes affinis)[1] Rote Liste Deutschlands: Vorwarnliste[3]

Gattung Cleonis

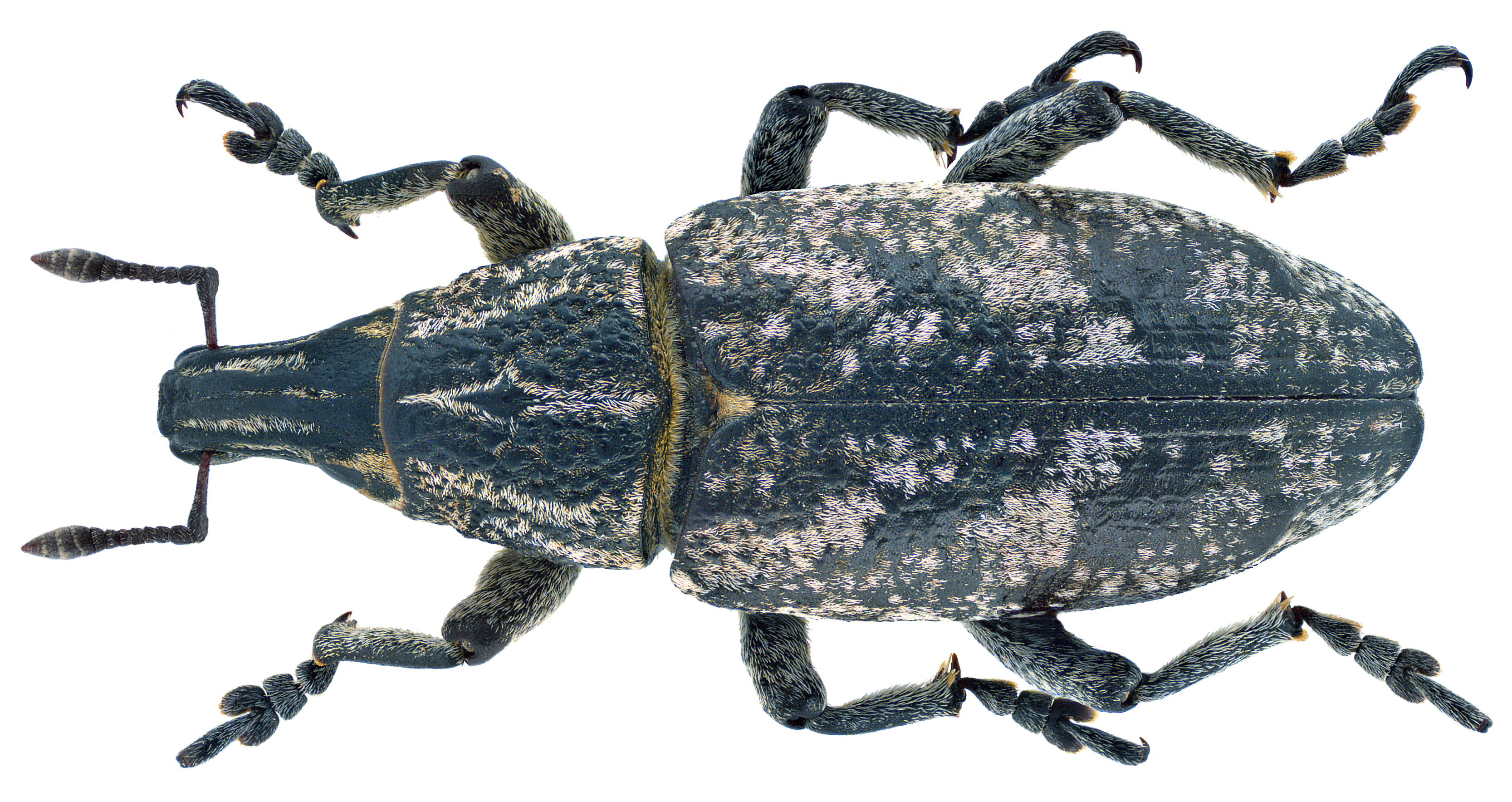
Distelgallenrüssler (Cleonis pigra)

- Distelgallenrüssler (Cleonis pigra)[1] Rote Liste Deutschlands: ungefährdet[3]

Gattung Coniocleonus
- Narbiger Steppenrüssler (Coniocleonus cicatricosus), Rote Liste Deutschlands: vom Aussterben bedroht[3]
- Sand-Steppenrüssler (Coniocleonus hollbergii), Rote Liste Deutschlands: gefährdet[3]
- Heide-Steppenrüssler (Coniocleonus nebulosus), Rote Liste Deutschlands: vom Aussterben bedroht[3]
- Gefurchter Steppenrüssler (Coniocleonus nigrosuturatus), Rote Liste Deutschlands: vom Aussterben bedroht[3]

Gattung Cyphocleonus
- Gefleckter Langrüssler (Cyphocleonus dealbatus), Rote Liste Deutschlands: gefährdet[3]
- Margeriten-Langrüssler (Cyphocleonus trisulcatus), Rote Liste Deutschlands: stark gefährdet[3]

Gattung Leucophyes
- Westlicher Möhrenrüssler (Leucophyes occidentalis), Rote Liste Deutschlands: vom Aussterben bedroht[3]
- Östlicher Möhrenrüssler (Leucophyes pedestris), Rote Liste Deutschlands: vom Aussterben bedroht[3]

Gattung Mecaspis
- Marmorierter Steppenrüssler (Mecaspis alternans), Rote Liste Deutschlands: stark gefährdet[3]
- Mecaspis caesus, Rote Liste Deutschlands: stark gefährdet[3]

Gattung Pachycerus
- Rauer Steppenrüssler (Pachycerus segnis), Rote Liste Deutschlands: stark gefährdet[3]

Gattung Pseudocleonus
- Aschgrauer Steppenrüssler (Pseudocleonus cinereus), Rote Liste Deutschlands: stark gefährdet[3]

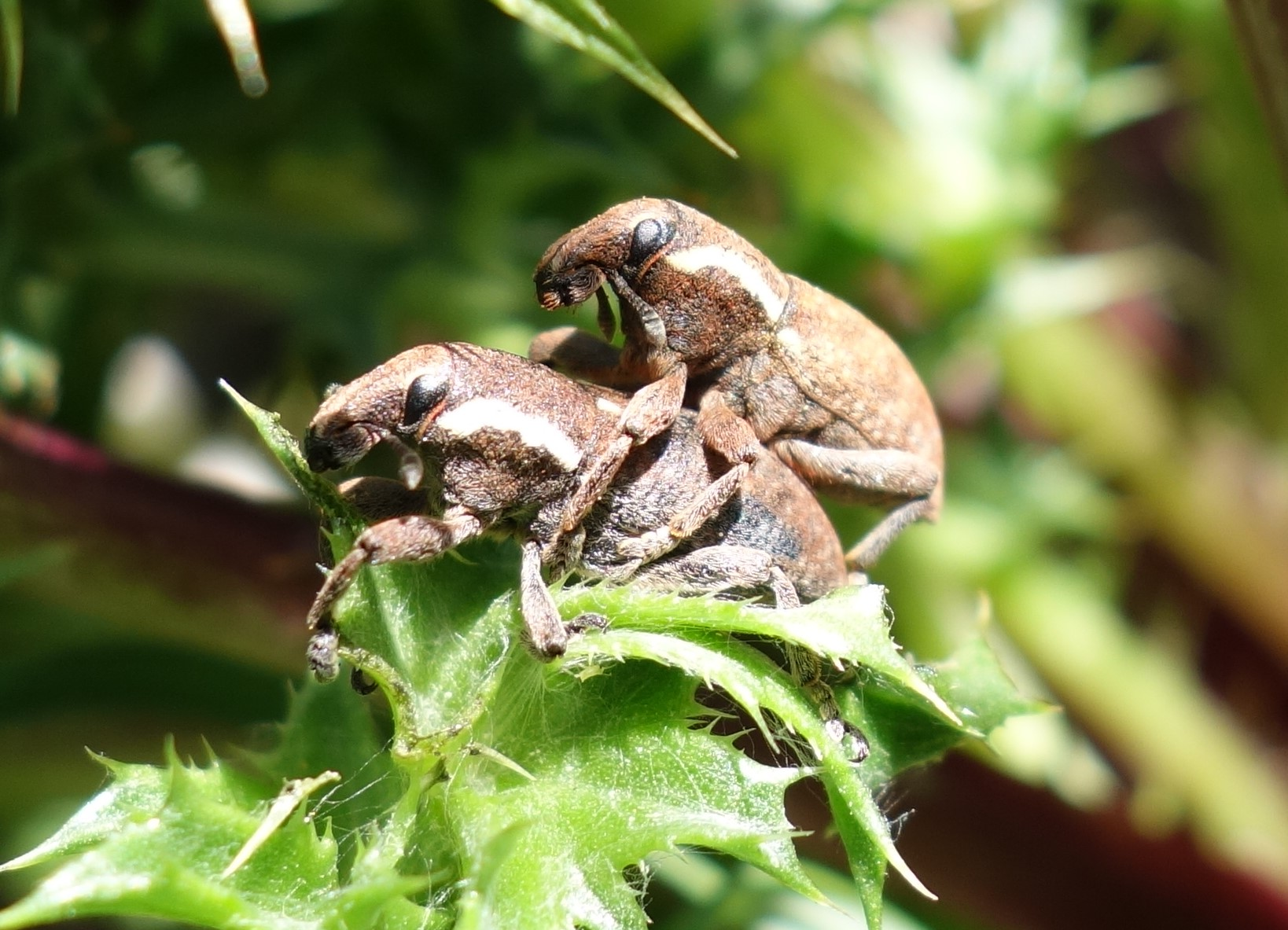
Pseudocleonus grammicus

- Gestreifter Steppenrüssler (Pseudocleonus grammicus), Rote Liste Deutschlands: vom Aussterben bedroht[3]

Gattung Rhabdorrhynchus
- Gesprenkelter Steppenrüssler (Rhabdorrhynchus seriegranosus), Rote Liste Deutschlands: vom Aussterben bedroht[3]

## Weitere Arten (Auswahl)
- Coniocleonus pseudobliquus